# Polemus chrysochirus
Polemus chrysochirus är en spindelart som beskrevs av Simon 1902. Polemus chrysochirus ingår i släktet Polemus och familjen hoppspindlar. Inga underarter finns listade i Catalogue of Life.